# Габчиково
Га́бчиково (словац. Gabčíkovo) — малый город на юго-западе Словакии, у границы с Венгрией, на левом берегу Дуная, на Житном острове. Административно относится к району Дунайска-Стреда Трнавского края.
Город назывался Бёш (венг. Bős, нем. Bösch). Впервые упоминается в 1102 году как Beys. После создания Чехословакии назывался Беш (словац. Beš). В 1948 году переименован в честь национального героя Йозефа Габчика.

## Достопримечательности

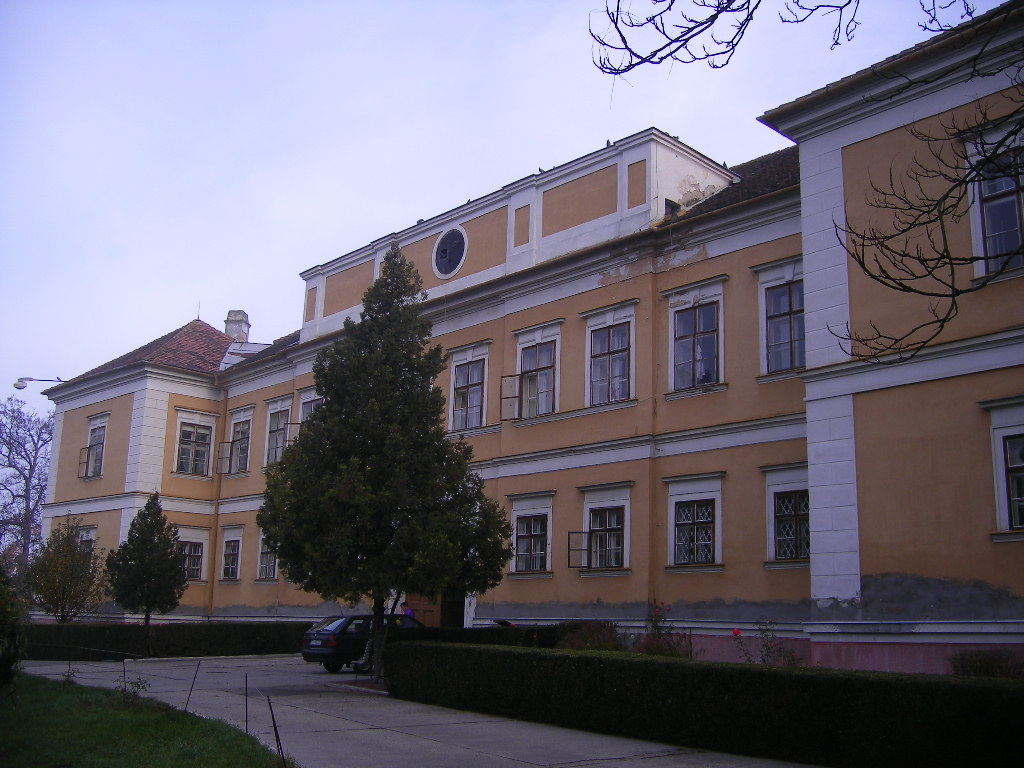
Особняк барона Амаде

Особняк барона Амаде в стиле позднего Возрождения построен в конце XVIII века на месте замка XVII века. Реконструирован в стиле барокко и классицизма.
В Габчиково находится начальная школа с обучением на венгерском языке, открытая в 1963 году. В 2003 году школе присвоено имя барона Ласло Амаде (Amade László Alapiskola) в рамках празднования 300-летия со дня рождения уроженца Габчиково. Ласло Амаде (1703—1764) был основателем «галантного» стиля (рококо) в венгерской поэзии. Он считал своим учителем поэта Иштвана Дьёндьёши.

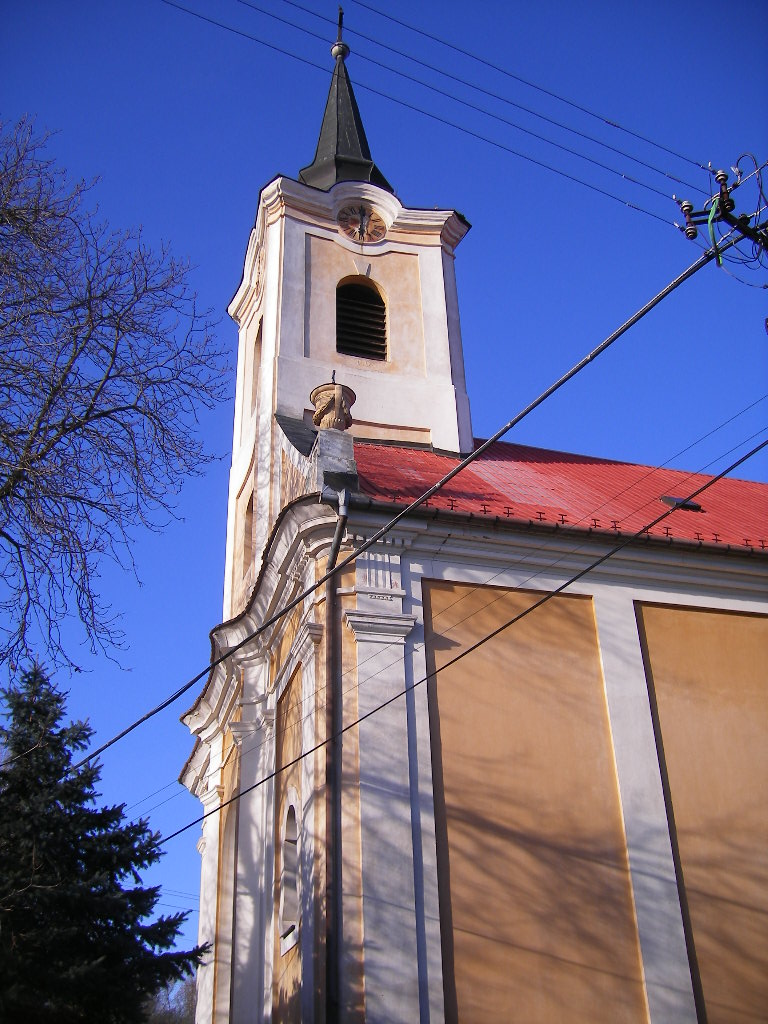
Церковь Святой Маргариты

Однонефная церковь Святой Маргариты Антиохийской построена во второй трети XIV века. В конце XV века перестроена в стиле поздней готики. Реконструирована в стиле барокко и классицизма.

## Гидроузел «Габчиково»

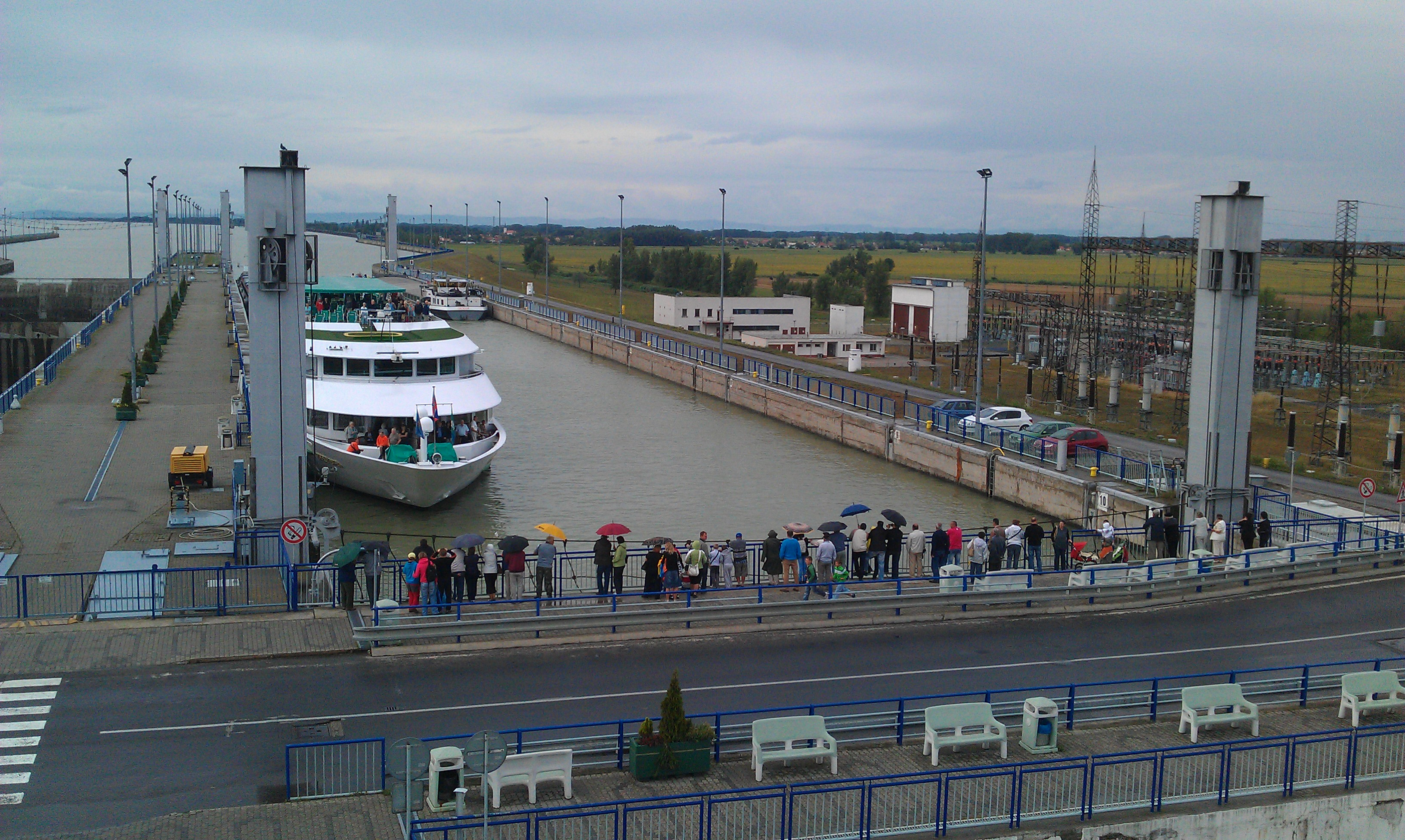
Шлюз гидроузла «Габчиково»

Чехословацко-венгерский договор о строительстве и эксплуатации гидроэнергетического комплекса «Габчиково — Надьмарош» (SVD G-N) на реке Дунай подписан 16 сентября 1977 года. Задачами комплекса является производство электроэнергии, защита от наводнений и улучшение условий навигации на одном из самых сложных для судоходства участков. Судоходству здесь мешает огромное количество наносов, откладываемых рекой (около 0,6 млн т), и непостоянство русла. Соглашение между правительством СССР и правительством ЧССР о сотрудничестве в сооружении гидроузла «Габчиково» подписано 15 июня 1978 года. В 1989 году Венгрия приостановила строительство на своём участке, а затем полностью отказалась от строительства гидроузла «Надьмарош».
17 мая 1996 года введена в эксплуатацию ГЭС Габчиково (первый агрегат введён в эксплуатацию в октябре 1992 года). Гидроэлектростанция является крупнейшей в Словакии. Установлено 8 турбин Каплана единичной мощностью 90 МВт с расходом 630 м³/с. Общая установленная мощность — 720 МВт. Среднее годовое производство электроэнергии — 2200 ГВт⋅ч.
Гидроэлектростанция преимущественно работает на советском оборудовании. Турбины изготовил Харьковский турбинный завод, генераторы — Ленинградский завод «Электросила». Спроектировали оборудование сотрудники Гидропроекта под руководством Александра Фёдоровича Щурова.
Гидроузел введён в эксплуатацию в октябре 1992 года. Общие затраты на создание гидроузла «Габчиково» превысили 1,3 млрд евро.
В 2006 году при приватизации компании Slovenské elektrárne (SE), которая занимает монопольное положение в отрасли производства и продажи электроэнергии, владельцем ГЭС Габчиково стала компания Vodohospodářská výstavba (VV), на 100 % принадлежащая государству. До 10 марта 2015 года ГЭС Габчиково находилась в ведении SE. Выручку от производства и продажи электроэнергии делили VV и SE на основе договорных условий. Затем управление перешло VV.
В 2021 году управление SVD G-N передано Министерству окружающей среды Словацкой Республики.
5 апреля 2021 года введена в эксплуатацию трансграничная словацко-венгерская линий 400 кВ Габчиково — Гёнью — Вельки-Дюр.

## Население
| Год:                | 1994 | 2004    | 2014    | 2024    |
| ------------------- | ---- | ------- | ------- | ------- |
| Количество человек: | 4971 | 5117    | 5397    | 5290    |
| Разница:            |      | +2,93 % | +5,47 % | −1,98 % |